# Hoplia chlorophana
Hoplia chlorophana är en skalbaggsart som beskrevs av Wilhelm Ferdinand Erichson 1847. Hoplia chlorophana ingår i släktet Hoplia och familjen Melolonthidae. Inga underarter finns listade i Catalogue of Life.